# Es Gallicant
Es Gallicant és una possessió dins del terme municipal de Campos, Mallorca, a la zona del llevant entre les possessions de Son Calco, Son Toni Amer, Can Meó i Can Perdiu. El 1576 la possessió el Gallicant era propietat de Joan Trilla i es dedicava al conreu de cereals i de figueres. El 1681 ja estava dividida i en tenia la part més extensa el senyor Jordi Dameto Trilli. El 1762, pertanyia al senyor Francesc Amar de Montaner i Dameto, marquès del Reguer i cavaller de l'orde de Calatrava i estava dedicada a conreu de cereals.

## Construccions
Les cases de la possessió presenten una distribució en forma d'"L" i han estat molt reformades. Les façanes de mestral i migjorn són les que presenten els elements constructius genuïns i menys modificats. La façana s'obre davant una carrera amb el portal forà d'arc de mig punt a la dreta. Al costat esquerre, trobam el bloc destinat a finalitats agrícoles. Destaca un portal d'arc rebaixat d'ampla llum. La façana de migjorn compta amb alguns elements constructius tradicionals, com l'arc rebaixat d'accés.